# Kristijan Kralj
Kristijan Kralj es un deportista croata que compitió en taekwondo. Ganó una medalla de bronce en el Campeonato Europeo de Taekwondo de 2000, en la categoría de –84 kg.

## Palmarés internacional
| Campeonato Europeo | Campeonato Europeo | Campeonato Europeo | Campeonato Europeo |
| Año                | Lugar              | Medalla            | Categoría          |
| ------------------ | ------------------ | ------------------ | ------------------ |
| 2000               | Patras (Grecia)    | Medalla de bronce  | –84 kg             |